# 247 v. Chr.
Portal Geschichte | Portal Biografien | Aktuelle Ereignisse | Jahreskalender | Tagesartikel

◄ |
4. Jahrhundert v. Chr. |
3. Jahrhundert v. Chr. |
2. Jahrhundert v. Chr. |
►

◄ | 260er v. Chr. | 250er v. Chr. | 240er v. Chr. | 230er v. Chr. |
220er v. Chr. |
►

◄◄ | ◄ | 250 v. Chr. | 249 v. Chr. | 248 v. Chr. | 247 v. Chr. |
246 v. Chr. |
245 v. Chr. |
244 v. Chr. |
► |
►►
Staatsoberhäupter

## Ereignisse

### Politik und Weltgeschehen

#### Nordafrika und Europa
- Hamilkar Barkas wird Feldherr Karthagos auf Sizilien. Dort gelingt es ihm in der Folge, den Brückenkopf um Drepanum und Lilybäum wieder auszubauen und verlorenes Terrain zurückzugewinnen.
- Gründung der latinischen Kolonien Aefulum (in Latium) und Alsium (heute: Palo, westlich von Rom)

#### Asien
- Qin Shihuangdi besteigt als 12-Jähriger den Thron der chinesischen Provinz Qin, später wird er der erste chinesische Kaiser. Zunächst steht er unter der Regentschaft von Lü Buwei.

### Religion und Kultur
- Beginn des Parthischen Kalenders. Möglicherweise macht sich der parthische Herrscher Arsakes I. in diesem Jahr vom Seleukidenreich unabhängig.

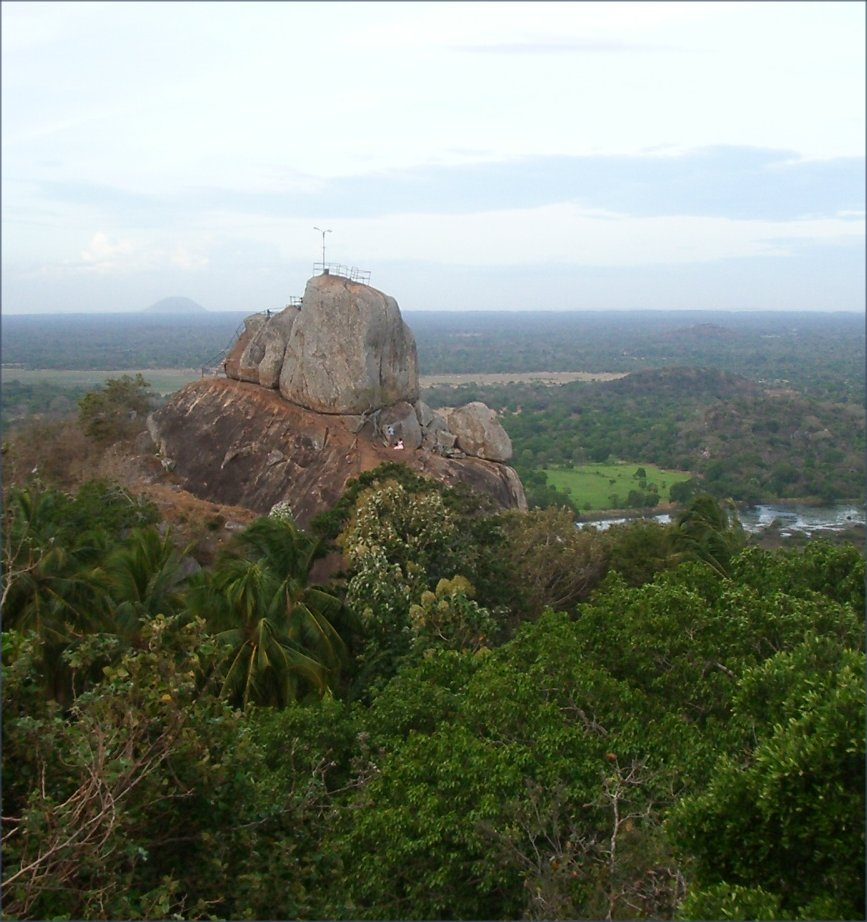
Mihnitale

- Um 247 v. Chr. entsendet der indische Maurya-Kaiser Ashoka seinen Sohn Mahinda und seine Tochter Sanghamitta nach Sri Lanka, die dort den Buddhismus in Form der Theravada-Tradition bekannt machen. Mihintale, eines der ersten buddhistische Klöster, entsteht auf dem Missaka-Berg etwa 7 km östlich von Anuradhapura.

## Geboren
- um 247 v. Chr.: Hannibal, karthagischer Feldherr († 183 v. Chr.)